# Овсянкин, Пётр Леонтьевич
Пётр Леонтьевич Овсянкин (1824—1888) — контр-адмирал Российского Императорского флота. Мемуарист, гидрограф, исследователь Тихого и Северного Ледовитого океанов.

## Служба
Родился 23 июня (5 июля) 1824 года. 
15 июня 1837 года кадетом поступил в 1-й штурм полуэкипаж. 7 апреля 1846 переведён в кондукторы Корпуса флотских штурманов (КФШ). В этом же году окончил штурманское училище и с переводом из подпоручиков в мичманы зачислен в 46-й флотский экипаж, затем переведён в 47-й флотский экипаж. До 1850 года участвовал в гидрографических работах на Балтийском море. 23 апреля 1850 года произведён в чин прапорщика КФШ.
В 1850—1851 годах на корвете «Оливуца» под командованием лейтенанта И. Ф. Лихачёва перешёл из Кронштадта на Дальний Восток России и Ново-Архангельск. Продолжил службу на корвете в 1852—1853 годах, ходил между тихоокеанскими портами России и у берегов Японии и Китая.
В 1853 году служил на фрегате «Паллада». В 1854 году вернулся на корвет «Оливуца» и принял участие в строительстве береговых укреплений Петропавловска. С 4 апреля 1855 года на «Оливуце» в составе эскадры контр-адмирала B. C. Завойко (фрегат «Аврора», корвет «Оливуца», транспорта «Байкал», «Двина», «Иртыш», боты № 1 и «Кадьяк») эвакуировал Петропавловск в Николаевский пост. На переходе, 8 мая под Де-Кастри, был встречен отряд английских кораблей под командованием коммодора Чарльза Эллиота (фрегат «Сибилл», винтовой корвет «Хорнет» и бриг «Биттерн»). «Хорнет» вступил в перестрелку с «Оливуцей», но позже отошёл, другие английские корабли не открывая огонь также отошли. Не зная о том, что существует пролив Невельского, они заблокировали, как им казалась единственный выход из залива. 15 мая корабли, скрытые туманом, продолжили переход к Амурскому лиману.
В 1856 году участвовал в строительстве Константиновской батареи в устье реки Амур. В 1856—1857 годах на транспорте «Двина» вернулся с Дальнего Востока в Кронштадт. За это плавание Пётр Леонтьевич получил годовое жалованье.
1 января 1858 года возведён в чин лейтенанта по флоту. 26 мая 1858 года Пётр Леонтьевич переведён в Сибирский флотский экипаж. По прибытии на Дальний Восток назначен старшим офицером на пароходо-корвет «Америка» под командованием капитан-лейтенанта А. А. Болтина. В должности находился до 21 октября 1859 года.
В 1860 году назначен командовать шхуной «Восток», и с ней поступил в распоряжение начальника гидрографической экспедиции подполковника корпуса флотских штурманов В. М. Бабкина. Экспедиция прошла от залива Владимира до залива Америка. В. М. Бабкин высоко оценил вклад П. Л. Овсянкина в экспедицию, и назвал в его честь восточный входной мыс в бухту Соколовская. 
В 1862 году П. Л. Овсянкин с «Востоком» вновь был в составе экспедиции В. М. Бабкина и проводил исследования в заливе Петра Великого. В 1862 году оставил должность командира шхуны в связи с назначением на должность исполняющего обязанность помощника Капитана над портами Восточного океана, затем назначен начальником лоцманских и маячных частей.
23 июня 1863 года переведён из Сибирской флотилии в Балтийскую флотилию. В 1864 году на мониторе «Лава» плавал в Финском заливе и Финляндских шхерах.
1 января 1869 года произведён в чин капитан-лейтенанта. В 1871 году переведён в Архангельскую флотскую роту и с 2 августа назначен командовать шхуной «Самоед», с которой ходил по Белому морю и занимался гидрографическими работами в Северном Ледовитом океане.
7 февраля 1872 года переведён в 8-й Флотский экипаж.
В 1876—1878 годах временно исполнял должность начальника исправительной тюрьмы МВ в Петербурге. 1 января 1877 года произведён в капитаны 2-го ранга. 7 ноября 1879 назначен запасным членом Военно-Морского суда при Петербургском порте. 1 января 1881 года произведён в чин капитана 1-го ранга.
1 января 1886 года произведён в чин контр-адмирала с увольнением от службы.
Скончался 27 октября (8 ноября) 1888 года в Петербурге. Похоронен на Митрофаниевском православном кладбище.
Был женат на Ольге Михайловне Катышевой (30.06.1839—13.11.1887).

## Награды
- орден Святого Станислава 3-й степени (1855)
- орден Святой Анны 3-й степени (1861)
- орден Святого Станислава 2-й степени (1866; императорская корона к ордену — 1873)
- орден Святого Владимира 4-й степени с бантом за выслугу 25 лет в офицерских чинах (1875)
- орден Святой Анны 2-й степени (1878)

## Память
- В честь Петра Леонтьевича назван мыс Овсянкина в бухте Сяухэ (ныне бухта Преображения), который был обследован и нанесен на карту в ходе экспедиции В. М. Бабкина в 1860 году[11]. 42°52′18″ с. ш. 133°53′56″ в. д.HGЯO
- Имя контр-адмирала гидрографа Петра Леонтьевича Овсянкина нанесено на памятную доску мемориального комплекса, открытого в честь 310-летия Инженерного Корпуса России в Санкт-Петербурге[12].